# Haemaphysalis grochovskajae
Haemaphysalis grochovskajae este o specie de căpușe din genul Haemaphysalis, familia Ixodidae, descrisă de Kolonin în anul 1992. Conform Catalogue of Life specia Haemaphysalis grochovskajae nu are subspecii cunoscute.